# Çamlıcamoskén
Çamlıcamoskén (turkiska: Büyük Çamlıca Camii) i distriktet Üsküdar i Istanbul är Turkiets största moské. Den har plats för upp till 63 000 bedjande och kan skydda upp till 100 000 människor vid en eventuell jordbävning. I anslutning till moskén finns ett museum, ett galleri, ett bibliotek samt konferenslokaler. 
Çamlıcamoskén har ritats av två kvinnliga arkitekter, Bahar Mızrak och Hayriye Gül Totu, som vann andrapris i en arkitekttävling om utformningen av helgedomen. Den är inspirerad av klassisk osmansk arkitektur och skall ses som en pendang till Süleymaniyemoskén i den europeiska delen av staden. 
Dess sex minareter skall symbolisera islams pelare. Fyra 107,5 meter höga minareter med tre balkonger står i de fyra hörnen till minne om slaget vid Manzikert som inledde turkarnas intåg i Anatolien och två 90 meter höga minareter med två balkonger står framför moskén. Den största kupolen är 72 meter hög och avslutas med en 3,12 meter bred och  7,77 meter hög finial som väger 4,5 ton.
Çamlıcamoskén invigdes den 3 maj 2019 av Turkiets president Recep Tayyip Erdoğan i närvaro av flera ledare inom den muslimska världen såsom Senegals president Macky Sall, Guineas president Alpha Condé, Albaniens president Ilir Meta och Palestinas premiärminister Mohammad Shtayyeh.